# Teatro Kwai Tsing
El Teatro Kwai Tsing (en chino: 葵青劇院) es un lugar importante para los especáculos en el distrito de Kwai Tsing de los nuevos territorios en la región administrativa especial de Hong Kong al sur de China. Se encuentra en Kwai Fong, cerca de la estación Kwai Fong. Fue construido por el Consejo Regional y se abrió en noviembre de 1999 para ofrecer un teatro de tamaño medio para las actuaciones locales. Cuenta con un auditorio de 905 plazas, áreas de exposición y salas de ensayo. Es administrado por el Departamento de Servicios de Ocio y Cultura.